# Wavrille
Wavrille és un municipi francès situat al departament del Mosa i a la regió del Gran Est. L'any 2007 tenia 46 habitants.

## Demografia

### Població
El 2007 la població de fet de Wavrille era de 46 persones. Hi havia 16 famílies, de les quals 4 eren unipersonals (4 homes vivint sols), 8 parelles sense fills i 4 parelles amb fills.
La població ha evolucionat segons el següent gràfic:
Habitants censats

### Habitatges
El 2007 hi havia 21 habitatges, 18 eren l'habitatge principal de la família i 3 eren segones residències. 20 eren cases i 1 era un apartament. Dels 18 habitatges principals, 17 estaven ocupats pels seus propietaris i 1 estava llogat i ocupat pels llogaters; 5 tenien quatre cambres i 13 en tenien cinc o més. 18 habitatges disposaven pel capbaix d'una plaça de pàrquing. A 14 habitatges hi havia un automòbil i a 4 n'hi havia dos o més.

### Piràmide de població
La piràmide de població per edats i sexe el 2009 era:
| Homes | Edats   | Dones |
| ----- | ------- | ----- |
| 0     | 95 o +  | 0     |
| 0     | 90 a 94 | 0     |
| 0     | 85 a 89 | 0     |
| 0     | 80 a 84 | 0     |
| 0     | 75 a 79 | 0     |
| 0     | 70 a 74 | 0     |
| 4     | 65 a 69 | 0     |
| 4     | 60 a 64 | 4     |
| 0     | 55 a 59 | 4     |
| 0     | 50 a 54 | 0     |
| 0     | 45 a 49 | 0     |
| 0     | 40 a 44 | 0     |
| 4     | 35 a 39 | 0     |
| 4     | 30 a 34 | 4     |
| 0     | 25 a 29 | 4     |
| 0     | 20 a 24 | 4     |
| 0     | 15 a 19 | 0     |
| 0     | 10 a 14 | 0     |
| 4     | 5 a 9   | 4     |
| 4     | 0 a 4   | 0     |

## Economia
El 2007 la població en edat de treballar era de 25 persones, 14 eren actives i 11 eren inactives. De les 14 persones actives 13 estaven ocupades (10 homes i 3 dones) i 1 aturada (1 dona i 1 dona). De les 11 persones inactives 3 estaven jubilades, 5 estaven estudiant i 3 estaven classificades com a «altres inactius».
Activitats econòmiques
L'únic establiment que hi havia el 2007 era d'una empresa de construcció.
L'únic servei als particulars que hi havia el 2009 era una lampisteria.
L'any 2000 a Wavrille hi havia 3 explotacions agrícoles que ocupaven un total de 435 hectàrees.

## Poblacions més properes
El següent diagrama mostra les poblacions més properes.